# ATP Taipeh
Das ATP-Turnier von Taipeh (offiziell Taipei Grand Prix) war ein Herren-Tennisturnier, das von 1977 bis 1984 sowie 1992 in Taipeh auf Taiwan ausgetragen wurde.

## Geschichte
Das Turnier war Teil der Grand Prix Tennis Circuit sowie in seiner letzten Austragung Teil der ATP Tour. Da lief das Turnier in der ATP World Series, der Vorgängerserie der ATP Tour 250. Gespielt wurde in der Halle auf Teppichbelägen.

## Siegerliste
Im Doppel konnte kein Spieler das Turnier mehr als einmal gewinnen, im Einzel ist Brad Gilbert mit zwei Siegen der Rekordtitelträger. Das Turnier wurde sehr von US-amerikanischen Spielern dominiert: im Einzel siegte nur zweimal, im Doppel nur dreimal kein Amerikaner.

### Einzel
| Jahr                         | Sieger           | Finalgegner      | Finalergebnis      |
| ---------------------------- | ---------------- | ---------------- | ------------------ |
| 1992                         | Jim Grabb        | Jamie Morgan     | 6:3, 6:3           |
| 1985–1991: nicht ausgetragen |                  |                  |                    |
| 1984                         | Brad Gilbert (2) | Wally Masur      | 6:3, 6:3           |
| 1983                         | Nduka Odizor     | Scott Davis      | 6:4, 3:6, 6:4      |
| 1982                         | Brad Gilbert (1) | Craig Wittus     | 6:1, 6:4           |
| 1981                         | Robert Van’t Hof | Pat DuPré        | 7:5, 6:2           |
| 1980                         | Ivan Lendl       | Brian Teacher    | 6:7, 6:3, 6:3, 7:6 |
| 1979                         | Bob Lutz         | Pat DuPré        | 6:3, 6:4, 2:6, 6:3 |
| 1978                         | Brian Teacher    | Tom Gorman       | 6:3, 6:3, 6:3      |
| 1977                         | Tim Gullikson    | Ismail El Shafei | 6:7, 7:5, 7:6, 6:4 |

### Doppel
| Jahr                         | Sieger                          | Finalgegner                       | Finalergebnis |
| ---------------------------- | ------------------------------- | --------------------------------- | ------------- |
| 1992                         | John Fitzgerald Sandon Stolle   | Patrick Baur Christo van Rensburg | 7:6, 6:2      |
| 1985–1991: nicht ausgetragen |                                 |                                   |               |
| 1984                         | Ken Flach Robert Seguso         | Drew Gitlin Hank Pfister          | 6:1, 6:7, 6:2 |
| 1983                         | Wally Masur Kim Warwick         | Ken Flach Robert Seguso           | 7:6, 6:4      |
| 1982                         | Larry Stefanki Robert Van’t Hof | Fred McNair Tim Wilkison          | 6:3, 7:6      |
| 1981                         | Mike Bauer John Benson          | John Austin Mike Cahill           | 6:4, 6:3      |
| 1980                         | Bruce Manson Brian Teacher      | John Austin Ferdi Taygan          | 6:4, 6:0      |
| 1979                         | Mark Edmondson John Marks       | Pat DuPré Bob Lutz                | 6:1, 3:6, 6:4 |
| 1978                         | Sherwood Stewart Butch Walts    | Mark Edmondson John Marks         | 6:2, 6:7, 7:6 |
| 1977                         | Chris Delaney Pat DuPré         | Steve Docherty Tom Gorman         | 7:6, 7:6      |